# Лотус 92
Лотус 92 е болид създаден от Лотус дебютира в Световен шампионат на Формула 1 (1983).
Отбора дебютира само в осем от 15-те състезания през 1983. Болидът е използавн често от Найджъл Менсъл и за Елио де Анджелис само за първия кръг от сезона след като неговия 93T с двигател Рено получи повреда, принудейки да се състезава с резервния Лотус 92 за което по-късно бе дисквалифициран защото резервната му кола е с двигател Косуърт. Единственото добро представяне на болида бе Детройт където Менсъл финишира 6-и. Малко по-късно британеца използва Лотус 94T заедно с Елио до края на сезона.
Лотус 92 всъщност е последния без-турбов болид във Формула 1 преди турбото да бъде отхвърлено през 1989. Също така и последната кола на Лотус използвайки двигател Косуърт.